# Ministère du Travail (Grèce)
Pour les articles homonymes, voir Ministère du Travail.
Le ministère du Travail et de la Sécurité sociale (en grec moderne : Υπουργείο Εργασίας και Κοινωνικής Ασφάλισης) est le département ministériel du gouvernement de la République hellénique responsable des relations du travail, de l'emploi, du handicap et des assurances.

## Historique

### Titulaires
| Nom                                                                     | Nom                        | Mandat            | Mandat            | Parti  | Gouvernement                       |
| ----------------------------------------------------------------------- | -------------------------- | ----------------- | ----------------- | ------ | ---------------------------------- |
| Ministre de l'Emploi                                                    |                            |                   |                   |        |                                    |
|                                                                         | Konstantínos Láskaris      | 24 juillet 1974   | 9 octobre 1974    | Sans   | Unité nationale                    |
|                                                                         | Konstantínos Malatéstas    | 9 octobre 1974    | 21 novembre 1974  | Sans   | Unité nationale                    |
|                                                                         | Konstantínos Láskaris      | 21 novembre 1974  | 28 novembre 1977  | ND     | Konstantínos Karamanlís VI         |
| Ministre du Travail                                                     |                            |                   |                   |        |                                    |
|                                                                         | Konstantínos Láskaris      | 28 novembre 1977  | 21 octobre 1981   | ND     | Konstantínos Karamanlís VII Rállis |
|                                                                         | Apóstolos Kaklamánis       | 21 octobre 1981   | 5 juillet 1982    | PASOK  | Andréas Papandréou I               |
|                                                                         | Evángelos Giannópoulos     | 5 juillet 1982    | 5 juin 1985       | PASOK  | Andréas Papandréou I               |
|                                                                         | Ákis Tsochatzópoulos       | 5 juin 1985       | 26 juillet 1985   | PASOK  | Andréas Papandréou II              |
|                                                                         | Evángelos Giannópoulos     | 26 juillet 1985   | 31 octobre 1986   | PASOK  | Andréas Papandréou II              |
|                                                                         | Konstantínos Papanagiótou  | 31 octobre 1986   | 23 septembre 1987 | PASOK  | Andréas Papandréou II              |
|                                                                         | Geórgios Gennimatás        | 23 septembre 1987 | 2 juillet 1989    | PASOK  | Andréas Papandréou II              |
|                                                                         | Sotiris Hadjigakis (en)    | 2 juillet 1989    | 7 juillet 1989    | ND     | Tzannetákis                        |
|                                                                         | Theocháris Papamárgaris    | 7 juillet 1989    | 12 octobre 1989   | ND     | Tzannetákis                        |
|                                                                         | Giánnis Koukiádis          | 12 octobre 1989   | 23 novembre 1989  | Sans   | Grívas                             |
|                                                                         | Apóstolos Kaklamánis       | 23 novembre 1989  | 13 février 1990   | PASOK  | Zolótas                            |
|                                                                         | Ioánnis Koukiádis          | 13 février 1990   | 11 avril 1990     | Sans   | Zolótas                            |
|                                                                         | Aristeídis Kalantzákos     | 11 avril 1990     | 13 octobre 1993   | ND     | Konstantínos Mitsotákis            |
|                                                                         | Evángelos Giannópoulos     | 13 octobre 1993   | 8 juillet 1994    | PASOK  | Andréas Papandréou III             |
|                                                                         | Giánnis Skoumlaríkis       | 8 juillet 1994    | 15 septembre 1995 | PASOK  | Andréas Papandréou III             |
| Ministre du Travail et de la Sécurité sociale                           |                            |                   |                   |        |                                    |
|                                                                         | Stéphanos Tzoumákas        | 15 septembre 1995 | 22 janvier 1996   | PASOK  | Andréas Papandréou III             |
|                                                                         | Evángelos Giannópoulos     | 22 janvier 1996   | 25 septembre 1996 | PASOK  | Simítis I                          |
|                                                                         | Miltiádis Papaïoánnou      | 25 septembre 1996 | 13 avril 2000     | PASOK  | Simítis II                         |
|                                                                         | Anastásios Giannítsis      | 13 avril 2000     | 24 octobre 2001   | PASOK  | Simítis III                        |
|                                                                         | Dimítris Réppas            | 24 octobre 2001   | 10 mars 2004      | PASOK  | Simítis III                        |
| Ministre de l'Emploi et de la Protection sociale                        |                            |                   |                   |        |                                    |
|                                                                         | Pános Panagiotópoulos      | 10 mars 2004      | 15 février 2006   | ND     | Kóstas Karamanlís I                |
|                                                                         | Sávvas Tsitourídis         | 15 février 2006   | 30 avril 2007     | ND     | Kóstas Karamanlís I                |
|                                                                         | Vasílis Mangínas           | 30 avril 2007     | 17 décembre 2007  | ND     | Kóstas Karamanlís I, II            |
|                                                                         | Fáni Pálli-Petraliá        | 17 décembre 2007  | 7 octobre 2009    | ND     | Kóstas Karamanlís II               |
| Ministre du Travail et de la Sécurité sociale                           |                            |                   |                   |        |                                    |
|                                                                         | Andréas Lovérdos           | 7 octobre 2009    | 7 septembre 2010  | PASOK  | Giórgos Papandréou                 |
|                                                                         | Loúka Katséli              | 7 septembre 2010  | 17 juin 2011      | PASOK  | Giórgos Papandréou                 |
|                                                                         | Geórgios Koutroumánis      | 17 juin 2011      | 17 mai 2012       | PASOK  | Giórgos Papandréou Papadímos       |
|                                                                         | Antónis Roupakiótis        | 17 mai 2012       | 21 juin 2012      | Sans   | Pikramménos                        |
| Ministre du Travail, de la Sécurité sociale et du Bien-être             |                            |                   |                   |        |                                    |
|                                                                         | Ioánnis Vroútsis           | 21 juin 2012      | 27 janvier 2015   | ND     | Samarás                            |
| Ministre du Travail et de la Solidarité sociale                         |                            |                   |                   |        |                                    |
|                                                                         | Pános Skourlétis           | 27 janvier 2015   | 17 juillet 2015   | SYRIZA | Tsípras I                          |
|                                                                         | Geórgios Katroúgalos       | 17 juillet 2015   | 28 août 2015      | SYRIZA | Tsípras I                          |
| Ministre du Travail, de la Sécurité sociale et de la Solidarité sociale |                            |                   |                   |        |                                    |
|                                                                         | Dimítris Moustákas         | 28 août 2015      | 23 septembre 2015 | Sans   | Thánou                             |
|                                                                         | Geórgios Katroúgalos       | 23 septembre 2015 | 5 novembre 2016   | SYRIZA | Tsípras II                         |
|                                                                         | Effie Achtsióglou          | 5 novembre 2016   | 9 juillet 2019    | SYRIZA | Tsípras II                         |
| Ministre du Travail et des Affaires sociales                            |                            |                   |                   |        |                                    |
|                                                                         | Ioánnis Vroútsis           | 9 juillet 2019    | 5 janvier 2021    | ND     | K. Mitsotákis I                    |
|                                                                         | Kostís Hadjidákis          | 5 janvier 2021    | 26 mai 2023       | ND     | K. Mitsotákis I                    |
|                                                                         | Patrína Paparrigopoúlou    | 26 mai 2023       | 27 juin 2023      | Sans   | Sarmás                             |
| Ministre du Travail et de la Sécurité sociale                           |                            |                   |                   |        |                                    |
|                                                                         | Spyrídon-Ádonis Georgiádis | 27 juin 2023      | 4 janvier 2024    | ND     | K. Mitsotákis II                   |
|                                                                         | Dómna Michailídou          | 4 janvier 2024    | 14 juin 2024      | ND     | K. Mitsotákis II                   |
|                                                                         | Níki Keraméos              | 14 juin 2024      | en cours          | ND     | K. Mitsotákis II                   |